# Carlos Amador Martínez
Carlos Amador Martínez (San Luis Potosí, México, 31 de agosto de 1922-Ciudad de México, 6 de octubre de 2000) fue un productor, director de cine, televisión y empresario mexicano de la industria cinematográfica.

## Biografía
Carlos Amador es el nombre artístico de Luis Amador Martínez López, hijo de Amador Martínez, comerciante, y de Aurora López Gama. Su primera experiencia profesional en los medios de comunicación data de 1936, cuando se vincula al negocio de la radiodifusión como mensajero de Emilio Azcárraga Vidaurreta, al cual años más tarde le compra el Teatro Cine «Arcadia», el que se convertiría en su primer cine. Con el paso de los años se desarrolló como locutor, conductor, director cine y televisión convirtiéndose tiempo después en un renombrado productor cinematográfico. Fue en varias ocasiones presidente de La Cámara Nacional de la Industria Cinematográfica CANACINE.
Se desarrolló como locutor, conductor y director de televisión así como productor cinematográfico.
En febrero de 1951 debutó en la televisión cubana en el programa: “Ídolos del mañana” (miércoles, 9.30 p. m.), que otorgaba a los ganadores la categoría Artista Bacardi.
Fue presentador de programas de entretenimiento en la televisión mexicana como: Reina por un Día (1958), Max Factor las estrellas y usted (1959), entre otros.
En los años cincuenta funda la revista Tele-Guía y en esa misma época funda Producciones Carlos Amador, la cual sigue vigente hasta la fecha, ahora con el nombre de Magic Sound Records – México.
Entre su faceta como productor trajo a México por primera vez películas y series de Animación Japonesa para su transmisión por televisión y exhibición cinematográfica como fueron: Heidi, para su exhibición cinematográfica la película de Mazinger Z, produjo a su vez la película Pájaro del Espacio - Hi no Tori 2772: Ai no Cosmozone en su versión para América Latina entre otras, del género de animación también produce películas como: El mago de los sueños, Katy la Oruga, La Familia Telerín, Cantinflas Show entre otras.
En los años 70' funda la cadena de Cines: "Tele Cines Casa", consorcio fílmico el cual tuvo en México más de 20 cines.
En 1990 se convierte en dueño de la estación de radio mexicana 91.3 alfa la cual vendió años después.
En 1994 funda en los Ángeles California los estudios de grabación y empresa discográfica Magic Sound Records - Los Ángeles California.
Falleció el 6 de octubre de 2000, a causa de una insuficiencia renal secundaria ocasionada por sus diabetes.

## Filmografía
- Aventuras de Cucuruchito y Pinocho (1943)
- Hotel de Verano (1944)[4]
- Adulterio (1945)
- La Mujer del Otro (1948)
- Tropicana (1957)
- Su primer Amor (1960)
- La Edad de la Inocencia (1962)[5]
- Cri-Cri el Grillito Cantor (1963)[6]
- Buenas Noches Año Nuevo (1964)[7]
- Casa de mujeres (1966)
- Bañame mi amor (1968)
- Gavilán o Paloma (1985)
- Chiquita pero picosa (1986)
- Mentiras (1986)
- Escápate conmigo (1988)
- Pero Sigo Siendo el Rey (1988)
- Sabor a Mí (1988)
- Pelo Suelto (1991)
- Cándido Pérez, especialista en señoras (1991)[8]
- Soy Libre (1992)
- Cándido de día, Pérez de noche (1992)
- Zapatos Viejos (1993)
- A oscuras me da risa (1995)

## Programas de televisión
- Reina por un día (1958)
- Max Factor las estrellas y usted (1957)
- Arriba corazones
- Hitazo Royal
- La Hora Azul (1992)

## Películas y series animadas
- Heidi[9]
- Mazinger Z
- El Gato con Botas en el Oeste
- La Isla del Tesoro (Doubutsu Takarajima - Animal Treasure Island)
- Remi, el hijo de nadie
- Alibaba y los 40 ladrones
- Katy la Oruga
- El mago de los sueños (1966)
- Cantinflas Show (1972)
- Aventuras de Cantinflas (1972)
- Aventuras de Cantinflas II (1972)
- Aventuras de Cantinflas III (1972)
- Aventuras de Cantinflas IV (1972)
- Cantinflas y el universo animado (1972)
- Cantinflas y la naturaleza (1972)
- Cantinflas y los héroes de la historia (1971)
- Pájaro del espacio - Hi no tori 2772: Ai no kosumozon (1980)
- La Familia Telerin

## Empresas fundadas
- Organizaciones Carlos Amador[10]
- Producciones Carlos Amador[11][12][13]
- Grupo Empresas Casa[14]
- Magic Sound Records[15]
- Tele Cines Casa[13][16]
- Magnamex[13][17]